# Ave Maria (Schubert)

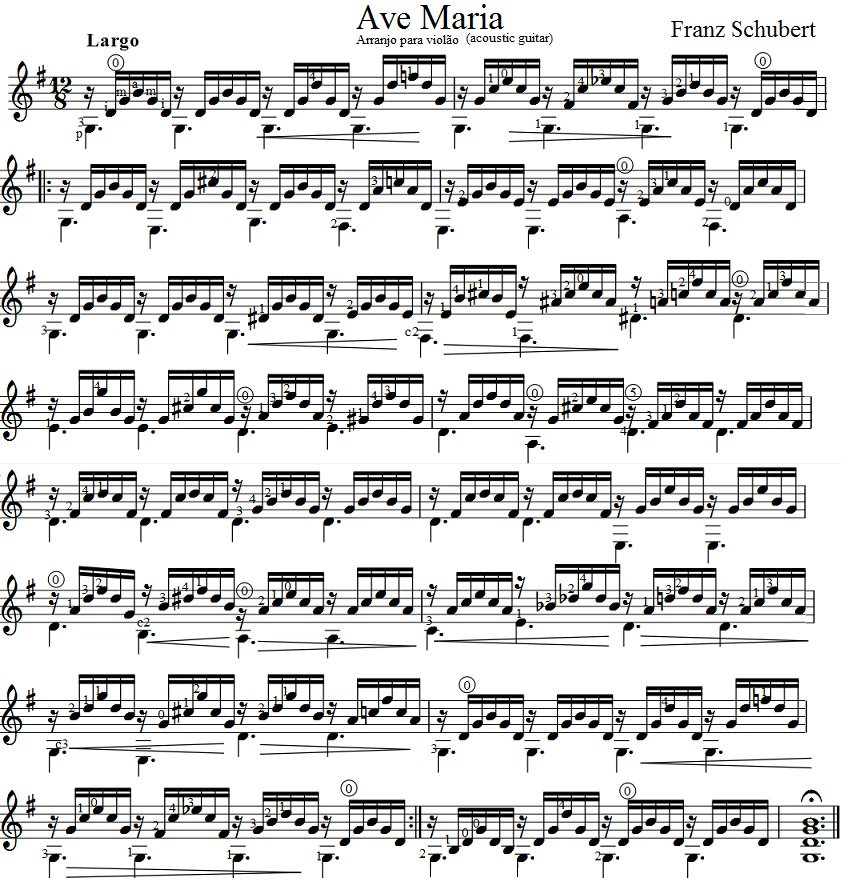
Trang đầu tổng phổ bản Ave Maria của Franz Schubert

Ave Maria (Schubert) là tên thường gọi một bài hát được sáng tác bởi nhà soạn nhạc người Áo nổi tiếng Franz Schubert. Tên này dùng để phân biệt với các tác phẩm cùng tên là Ave Maria (Gounod) và Ave Maria (Bach/Gounod), cũng như Ave Maria (phim ca nhạc).
Nhạc phẩm "Ave Maria" (tiếng Việt: a-vê ma-ria / tiếng Anh: ˈɑːveɪ məˈriːə) vốn là ca khúc thứ ba trong số các ca khúc mà Schubert biên soạn lấy cảm hứng từ bài thơ nổi tiếng thời đó là Cô gái vùng hồ (The Lady of the Lake) của Walter Scott (sáng tác khoảng năm 1810), mà ông lấy tựa đề bằng tiếng Đức là Ellens dritter Gesang ("Bài hát thứ ba của Ellen"). Trong danh sách các tác phẩm của Schubert, nhạc phẩm này xếp vào thứ tự op. 52,  xuất bản năm 1825.

## Nguồn gốc

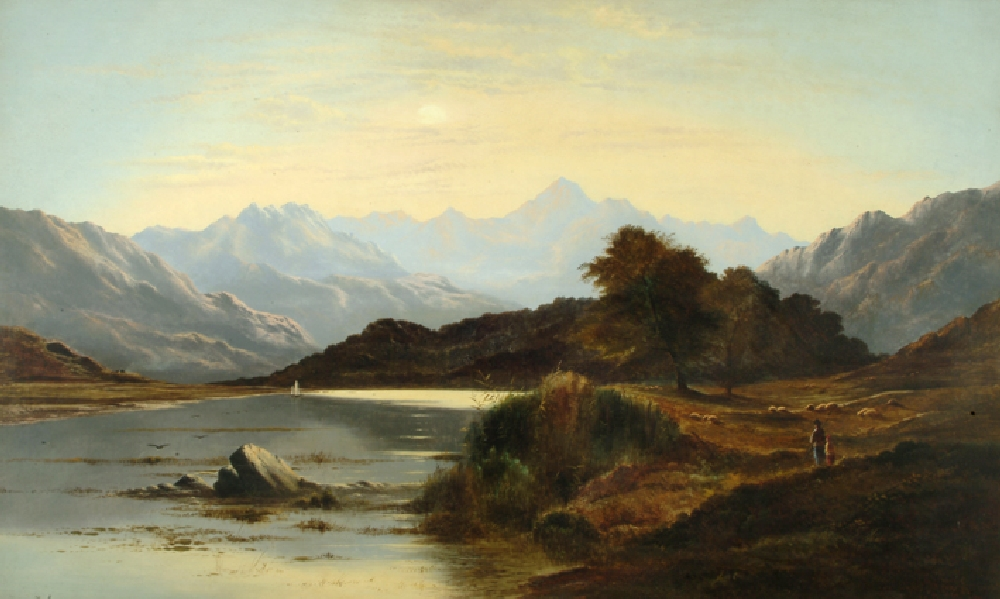
Đảo Ellen, hồ Katrine. Sơn dầu, 1879 của Charles Leslie (1835-1890).